# گاینگک
گاینگک (به لهستانی:  Gajnik) یک روستا در لهستان است که در گمینا مینزلشه واقع شده‌است. گاینگک ۱۳۰ نفر جمعیت دارد.